# Rivière Blanche (vattendrag i Kanada, Québec, lat 47,93, long -74,10)
Rivière Blanche är ett vattendrag i Kanada.   Det ligger i provinsen Québec, i den sydöstra delen av landet, 300 km norr om huvudstaden Ottawa. Rivière Blanche ligger vid sjön Lac Kamickekwakamak.
I omgivningarna runt Rivière Blanche växer i huvudsak blandskog. Trakten runt Rivière Blanche är nära nog obefolkad, med mindre än två invånare per kvadratkilometer.